# مركز الساحل (الساحل)
مركز الساحل هو دُوَّار يقع بجماعة أربعاء الساحل، إقليم تيزنيت، جهة سوس ماسة في المملكة المغربية. ينتمي الدوّار لمشيخة الساحل التي تضم 85 دوار. يقدر عدد سكانه بـ 152 نسمة حسب الإحصاء الرسمي للسكان والسكنى لسنة 2004.

## روابط خارجية
- البوابة الوطنية للجماعات الترابية نسخة محفوظة 12 مارس 2018 على موقع واي باك مشين.
- المندوبية السامية للتخطيط